# Serafin Rafał Sokołowski
Serafin Rafał Sokołowski herbu Pomian (ur. ok. 1738, zm. po 1807) – sekretarz gabinetu Stanisława Augusta Poniatowskiego, konsyliarz Rady Nieustającej, poseł na Sejm Czteroletni.
Karierę polityczną rozpoczął w młodym wieku jako syn działacza Familii, wpływowego stronnictwa utworzonego przez przedstawicieli magnackich rodów Czartoryskich i Poniatowskich. Pierwszy raz wystąpił publicznie w 1755 roku, gdy podpisał manifest szlachty kujawskiej przeciwko budowie zboru protestanckiego w Toruniu. Sprawując od 1764 roku obowiązki sekretarza Stanisława Augusta w gabinecie kierowanym przez Jacka Ogrodzkiego reprezentował interesy dworu na sejmikach kujawskich. Jako popierany przez króla kandydat został wybrany pierwszy raz na posła sejmowego z województwa inowrocławskiego w 1776 roku. Będąc oddanym zwolennikiem Stanisława Augusta opowiadał się podczas sesji sejmowych za wzmocnieniem uprawnień Rady Nieustającej, co było zgodne z opcją polskiego monarchy, uległego wobec carycy Katarzyny II. W 1776 roku Sokołowski został wybrany na sędziego sejmowego. W 1778 roku pełniąc obowiązki sekretarza izby niższej został autorem sprawnie napisanego, wydanego w roku następnym drukiem, oficjalnego diariusza sejmu. W 1780 roku po raz drugi wybrano go na posła. W roku 1782 został konsyliarzem Rady Nieustającej. Dzięki silnej pozycji jaką uzyskał na rodzinnych Kujawach udało mu się doprowadzić do umieszczenia w gronie posłów kuzyna Kazimierza Albina Sokołowskiego. 31 marca 1783 otrzymał nominację na starostę inowrocławskiego, jednak niespełna rok później cedował to starostwo Michałowi Brzezińskiemu. W 1784 roku wybrano go powtórnie na konsyliarza Rady Nieustającej. W roku 1786 pracował jako komisarz kamery w Warszawie. 
Aktywnie uczestniczył w pierwszym roku obrad Sejmu Czteroletniego, po tym jak w sierpniu 1788 po raz trzeci został wybrany na posła. Był posłem z województwa inowrocławskiego. Występował jako zdecydowany zwolennik programu dworskiego i obrońca Rady Nieustającej przed atakami opozycji magnackiej. We wrześniu 1789 roku wszedł w skład Deputacji do Formy Rządu, powołanej przez Sejm Czteroletni dla określenia ustroju Rzeczypospolitej. W październiku 1789 roku nastąpił przełom w obradach spowodowany sukcesami posłów Stronnictwa Patriotycznego, wspieranego przez dyplomację pruską. Stanisław August Poniatowski został zmuszony do zrezygnowania z przedłożonego w izbie projektu sojuszu polsko-rosyjskiego. 19 stycznia 1790 roku zwolennicy reform doprowadzili do zniesienia Rady Nieustającej. Od tego czasu aktywność Sokołowskiego na forum sejmu wyraźnie spadła, niemniej był wyraźnie zaangażowany w obronę interesów Kujaw i Wielkopolski. 30 września 1790 roku zgłosił w sejmie wniosek o rozpoczęcie dyskusji w sprawie wykluczenia niektórych kandydatur do tronu polskiego. Projekt ten był popierany głównie przez posłów wielkopolskich i kujawskich, którzy dążyli do uniknięcia ewentualnej kandydatury pruskiej. W żarliwej mowie, wygłoszonej 4 kwietnia 1791 opowiedział się przeciw projektom jakichkolwiek cesji terytorialnych na rzecz Prus.
Figurował na liście posłów i senatorów posła rosyjskiego Jakowa Bułhakowa w 1792 roku, która zawierała zestawienie osób, na które Rosjanie mogą liczyć przy rekonfederacji i obaleniu dzieła 3 maja.
W czasie wojny polsko-rosyjskiej 1792 Sokołowski udał się na Ukrainę z zamiarem objęcia funkcji szefa zaopatrzenia lub kierownika kancelarii wojskowej armii ks. Józefa Poniatowskiego, lecz pomimo wstawiennictwa Stanisława Augusta ks. Józef nie pozwolił mu na objęcie żadnego z tych stanowisk. Po powrocie z frontu przebywał na dworze królewskim w Warszawie. Wraz z otoczeniem króla przyłączył się do konfederacji targowickiej i wszedł w skład Komisji Ekonomicznej Skarbu. W kwietniu 1793 był w świcie monarchy udającego się do Grodna. Wkrótce potem zdecydował się na opuszczenie stolicy na stałe. Nie ma całkowitej pewności, że to on został mianowany 18 kwietnia 1807 sekretarzem powstającej w Wielkopolsce Dyrekcji Skarbowej przyszłego Księstwa Warszawskiego.
Serafin Rafał Sokołowski był najmłodszym synem Józefa, chorążego bydgoskiego, sędziego grodzkiego radziejowskiego i jego trzeciej żony Anny z Goreckich. Z żoną Rozalią z Poniatowskich miał syna Józefa Stanisława Leona. Był masonem, członkiem loży wolnomularskiej Świątynia Izis w XVIII wieku.